# Гальский мох (торфяное месторождение)

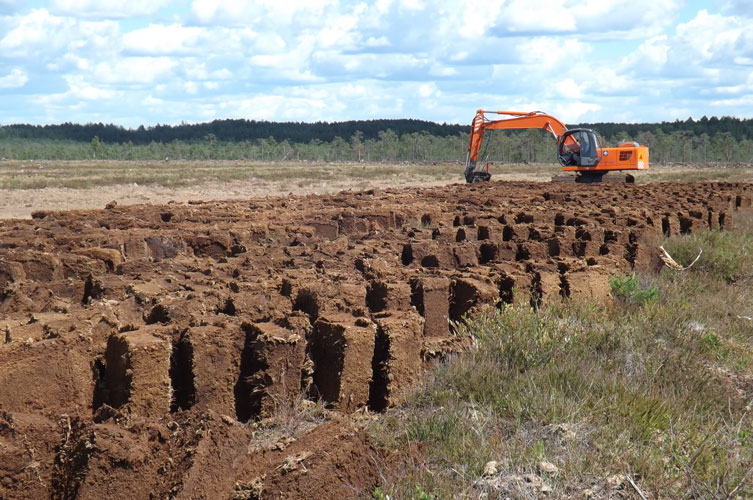
Добыча резного торфа Гальский мох

Гальский мох — торфяное месторождение в Псковской области (№ 2511 по справочнику и картам торфяных месторождений Псковской области от 1970 года).

## Местоположение

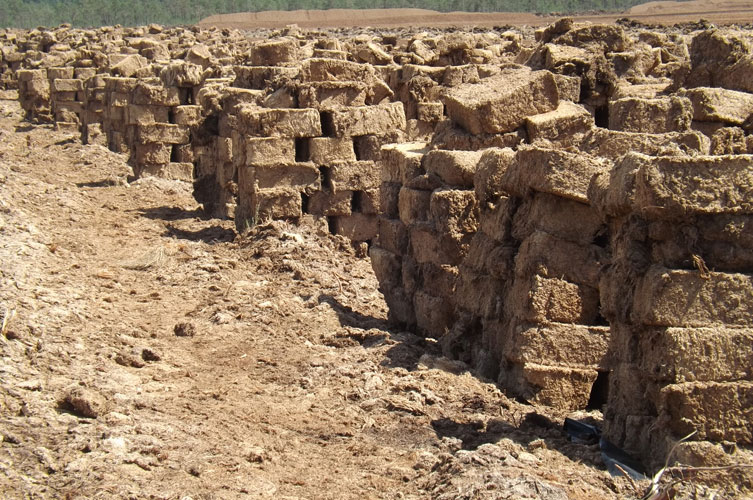
Резной торф на полях Гальский мох

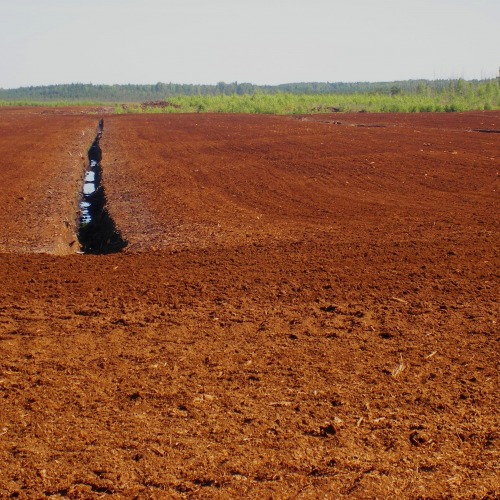
Месторождение Гальский мох

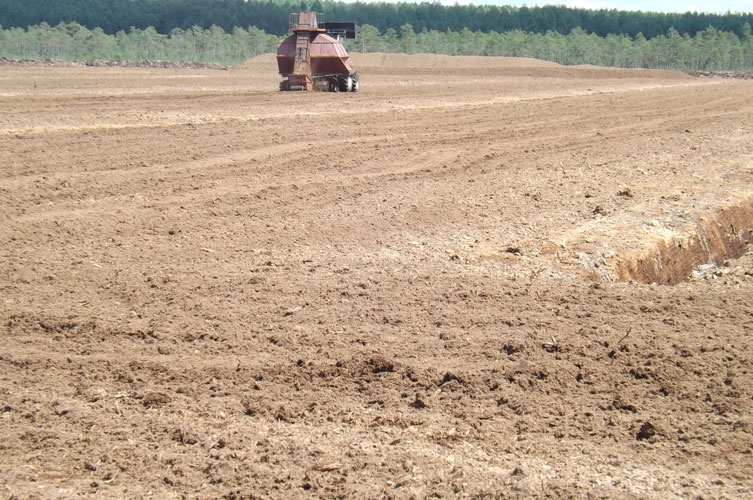
Разработка фрезерного торфа Гальский мох

Расположено в Великолукском и Куньинских районах Псковской области. Торфяное месторождение расположено в деревне Великополье Архивная копия от 12 марта 2016 на Wayback Machine на землях Великолукского лесхоза, Низовского и Букровского лесничеств и Куньинского лесхоза, Назимовское лесничество.

## История
Торфяное месторождение «Гальский мох» было детально разведано дважды: первый раз трестом Сельхозторф в 1931 г. и вторично проектным институтом Ленгипроторф в 1938 г. Кроме детальных разведок, на торфяном месторождении Гальский мох дважды проводились дополнительные разведки — в 1940 г. Облкалининпроектом и в 1947 г. Гипроместтопом. Материалы вышеуказанных разведок не сохранились. Торфяное месторождение ещё раз было дополнительно разведано в 1956 г. Государственным проектным институтом по разведке угольных, торфяных месторождений и сырьевых баз Госплана РСФСР. Разработка месторождения была начата в 1945 г. торфопредприятием «Гальский мох» Лен СНХ.

В 2006 г. группе компаний холдинга «Балтинвестгрупп», в состав которой входит торфоперерабатывающий завод ООО «ВЕЛТОРФ» Архивная копия от 27 февраля 2021 на Wayback Machine, было дано право разведки и добычи торфа на всей площади месторождения «Гальский мох».

## Оценка запасов
В результате переоценки запасов торфа, проведенной в 2007 г., промышленная площадь составила 1747 га. 

В её пределах определены:
- законсервированная площадь (ранее разрабатываемая) — 198 га. На этих полях ранее производилась добыча торфа. В настоящее время карты чистые, без древесной растительности, заросли пушицевыми кочками, которые занимают от 20 до 30 % поверхности карт.
- перспективная площадь для добычи торфа с проложенной осушительной сетью — 118 га. Микрорельеф поверхности представлен кустарничково-моховыми подушками, которые покрывают до 40 % поверхности.
- девственная площадь торфяного месторождения составляет 1150 га.

Промышленные (извлекаемые) запасы по всему месторождению составили 3526 тыс. тонн.

## Характеристика залежей
На месторождении выявлены все четыре типа торфяной залежи со значительным преобладанием верхового (87 %).
Торфяная зележь характеризуется следующими средними качественными показателями:
- степень разложения — 15—26 %
- зольность — 3,3 %
- естественная влага — 92,1 %
- пнистость — 2,1 % при колебании по слоям 0,08—9,62 %

Экологических ограничений разработки торфяного месторождения не имеется. Негативных антропогенных и техногенных воздействий на торфяное месторождение не обнаружено. Согласно «Атласу загрязнений Европы цезием после Чернобыльской аварии» Архивная копия от 12 ноября 2013 на Wayback Machine, издания 1998 г., на площади месторождения и прилегающих территорий выпадения радионуклидов не было. Удельная эффективная активность естественных радионуклидов, определенная по сборной пробе торфа на законсервированной и перспективной к освоению площади торфяного месторождения, не превышает предельных нормативов.

## Фотогалерея

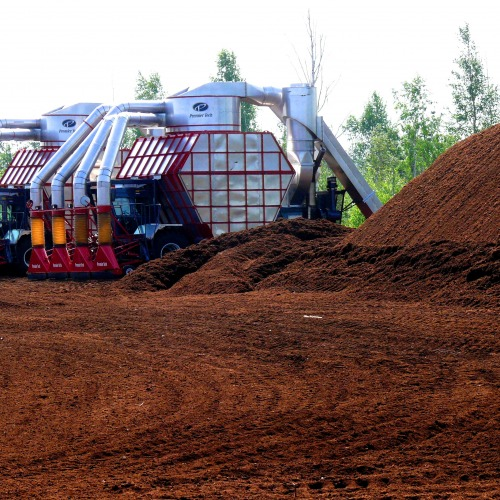
Добыча фрезерного торфа Гальский мох
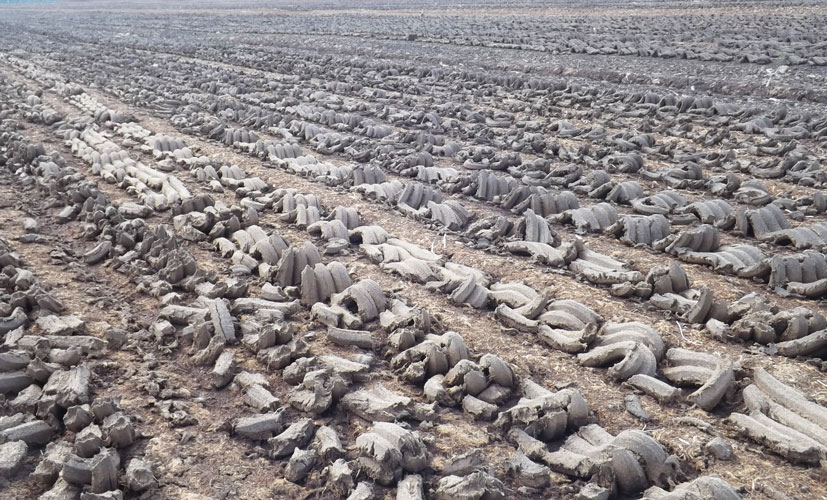
Топливный кусковой торф Гальский мох
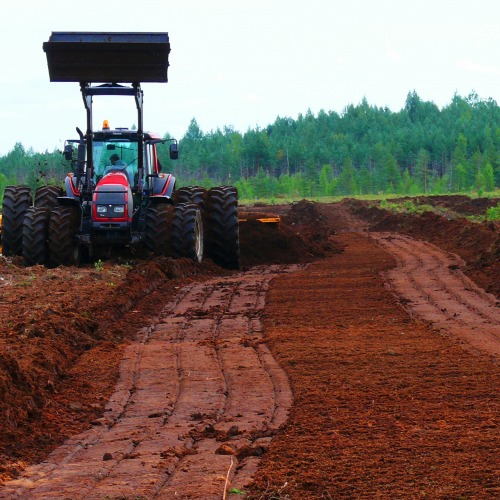
Разработка полей Гальский мох